# Koga Michiteru
Koga Michiteru (久我通光; 1187 – 14 febbraio 1248) è stato un poeta giapponese waka del primo periodo Kamakura.
Si ritiene che sia stato il capostipite della famiglia Koga ed è considerato uno dei trentasei nuovi immortali della poesia. 

## Biografia
Sebbene fosse il terzo figlio di Minamoto no Michichika, che deteneva il titolo di naidaijin (ministro del centro), e di Noriko Fujiwara, dama di compagnia dell'imperatore Go-Toba, fu riconosciuto come erede solo dopo che la sua sorellastra materna maggiore, Minamoto no Zaishi (Shomeimon-in), diede alla luce l'imperatore Tsuchimikado. Sposò una delle figlie del Principe Masanari e ebbe come figli Koga Michihira, Koga Michitada, Koga Nobumichi, Koga Michiyoshi, Koga Masamitsu, Nakanoin Masatada, Rokujō Michiari, Dōchō e Shikikenmon-in no Mikushige.
Nel 1188 ricevette il titolo di "nobile", nel 1201 quello di jusanmi e nel 1202 fu elevato al rango di shōsanmi e junii nello stesso anno. Alla morte di suo padre alla fine del 1202, divenne kugyō (un importante vassallo) dell'Imperatore in pensione Go-Toba. Nel 1204 fu nominato gon-chūnagon e nel 1205 promosso a chūnagon e shōnii. È stato nominato gon-dainagon nel 1207, nel 1218 dainagon e nel 1219 naidaijin.
Allo scoppio della guerra Jōkyū, fu costretto a ritirarsi per ordine del Kamakura bakufu (governo feudale giapponese guidato da uno shōgun) perché era il suocero del principe imperiale Masanari, figlio dell'imperatore Go-Toba.
Ma si dice che rimase segretamente in contatto con l'imperatore in pensione Go-Toba che si trovava nella provincia di Oki. Dopo l'ascesa dell'imperatore Go-Saga, che era suo pronipote, nel 1242 riguadagnò la sua influenza al potere, cospirò contro suo fratello Tsuchimikado Sadamichi e nel 1246 raggiunse il grado di juichii e daijō-daijin (Cancelliere del Regno), carica che mantenne fino alla morte, succedendo a Saionji Saneuji.
Era una persona nota per l'enorme talento, come poeta waka partecipando a diversi utaawase già dall'età di 15 anni. Le sue poesie furono incluse in chokusen wakashū (antologie di poesia giapponese commissionate dall'imperatore) tra cui Shin Kokin Wakashū. Era anche noto per essere un virtuoso suonatore di biwa (liuto giapponese).